# Epsilon Leporis
Epsilon Leporis (ε Lep, ε Leporis) è una stella della costellazione della Lepre di magnitudine apparente +3,19. È la terza più brillante di questa costellazione, dopo Arneb e Nihal e dista 213 anni luce dal sistema solare. Occasionalmente riceve anche il nome di Sasin.

## Osservazione
Si tratta di una stella situata nell'emisfero celeste australe; grazie alla sua posizione non fortemente meridionale, può essere osservata dalla gran parte delle regioni della Terra, sebbene gli osservatori dell'emisfero sud siano più avvantaggiati. Nei pressi dell'Antartide appare circumpolare, mentre resta sempre invisibile solo in prossimità del circolo polare artico. La sua magnitudine pari a 3,19 le consente di essere scorta con facilità anche dalle aree urbane di moderate dimensioni.

## Caratteristiche fisiche
Beta Leporis è una gigante arancione di tipo spettrale K4III, la cui massa è stimata essere 1,7 volte quella del Sole, mentre il raggio è circa 40 volte superiore a quello della nostra stella. Come molte giganti di questo tipo ha una velocità di rotazione piuttosto lenta, di 4,3 km/s, il che la fa ruotare su se stessa in un periodo di 1,3 anni. La presenza di metalli è minore di quella presente nel Sole (81% di quella solare).
La stella è catalogata anche come sospetta variabile, con la designazione NSV 1826.